# جزيرة داس

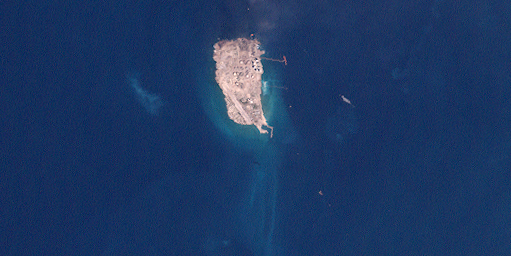
جزيرة داس

جزيرة داس جزيرة إماراتية تقع في أقصى جنوب الخليج العربي في منتصف المسافة بين أبو ظبي وقطر على بعد حوالي 170 كيلومتر شمال غرب العاصمة الإماراتية أبو ظبي التي تتبع لها الجزيرة. وتحتوي على مطار ومخازن للنفط ومنشئات نفطية وأنابيب للتصدير من حقول النفطية التي حولها في أم الشيف وزاكم. وهي القاعدة الصناعية الرئيسة تتم معالجة وتخزين وتصدير كميات النفط والغاز المنتَجة من حقلي أم الشيف وزكم.
توفر الجزيرة مستويات معيشة متطورة للمجتمع متعدد الجنسيات الذي يقطن الجزيرة.

## المناخ
يظهر الجدول التالي التغييرات المناخية على مدار السنة لجزيرة داس:
| البيانات المناخية لـجزيرة داس          | البيانات المناخية لـجزيرة داس | البيانات المناخية لـجزيرة داس | البيانات المناخية لـجزيرة داس | البيانات المناخية لـجزيرة داس | البيانات المناخية لـجزيرة داس | البيانات المناخية لـجزيرة داس | البيانات المناخية لـجزيرة داس | البيانات المناخية لـجزيرة داس | البيانات المناخية لـجزيرة داس | البيانات المناخية لـجزيرة داس | البيانات المناخية لـجزيرة داس | البيانات المناخية لـجزيرة داس | البيانات المناخية لـجزيرة داس |
| الشهر                                  | يناير                         | فبراير                        | مارس                          | أبريل                         | مايو                          | يونيو                         | يوليو                         | أغسطس                         | سبتمبر                        | أكتوبر                        | نوفمبر                        | ديسمبر                        | المعدل السنوي                 |
| -------------------------------------- | ----------------------------- | ----------------------------- | ----------------------------- | ----------------------------- | ----------------------------- | ----------------------------- | ----------------------------- | ----------------------------- | ----------------------------- | ----------------------------- | ----------------------------- | ----------------------------- | ----------------------------- |
| الدرجة القصوى °م (°ف)                  | 26.4 (79.5)                   | 29.3 (84.7)                   | 33.7 (92.7)                   | 36.9 (98.4)                   | 42.5 (108.5)                  | 43.6 (110.5)                  | 44.0 (111.2)                  | 42.6 (108.7)                  | 40.7 (105.3)                  | 37.6 (99.7)                   | 35.1 (95.2)                   | 28.9 (84.0)                   | 44.0 (111.2)                  |
| متوسط درجة الحرارة الكبرى °م (°ف)      | 21.8 (71.2)                   | 22.6 (72.7)                   | 25.2 (77.4)                   | 29.3 (84.7)                   | 34.0 (93.2)                   | 35.5 (95.9)                   | 37.2 (99.0)                   | 38.0 (100.4)                  | 36.8 (98.2)                   | 34.0 (93.2)                   | 29.3 (84.7)                   | 24.2 (75.6)                   | 30.7 (87.2)                   |
| المتوسط اليومي °م (°ف)                 | 19.8 (67.6)                   | 20.1 (68.2)                   | 22.3 (72.1)                   | 26.1 (79.0)                   | 30.4 (86.7)                   | 32.2 (90.0)                   | 34.0 (93.2)                   | 34.7 (94.5)                   | 33.7 (92.7)                   | 31.2 (88.2)                   | 27.1 (80.8)                   | 22.3 (72.1)                   | 27.8 (82.1)                   |
| متوسط درجة الحرارة الصغرى °م (°ف)      | 17.9 (64.2)                   | 18.1 (64.6)                   | 20.0 (68.0)                   | 23.5 (74.3)                   | 27.5 (81.5)                   | 29.6 (85.3)                   | 31.6 (88.9)                   | 32.3 (90.1)                   | 31.3 (88.3)                   | 28.9 (84.0)                   | 25.0 (77.0)                   | 20.4 (68.7)                   | 25.5 (77.9)                   |
| أدنى درجة حرارة °م (°ف)                | 12.0 (53.6)                   | 13.7 (56.7)                   | 15.2 (59.4)                   | 17.3 (63.1)                   | 22.4 (72.3)                   | 26.1 (79.0)                   | 28.9 (84.0)                   | 29.2 (84.6)                   | 27.5 (81.5)                   | 23.5 (74.3)                   | 19.6 (67.3)                   | 13.9 (57.0)                   | 12.0 (53.6)                   |
| معدل هطول الأمطار مم (إنش)             | 10.7 (0.42)                   | 2.2 (0.09)                    | 2.2 (0.09)                    | 2.4 (0.09)                    | 0.0 (0.0)                     | 0.0 (0.0)                     | 0.0 (0.0)                     | 0.0 (0.0)                     | 0.0 (0.0)                     | 0.0 (0.0)                     | 2.9 (0.11)                    | 11.2 (0.44)                   | 31.6 (1.24)                   |
| متوسط الرطوبة النسبية (%)              | 70                            | 76                            | 76                            | 72                            | 69                            | 72                            | 72                            | 76                            | 72                            | 67                            | 65                            | 69                            | 71                            |
| المصدر: National Center of Meteorology |                               |                               |                               |                               |                               |                               |                               |                               |                               |                               |                               |                               |                               |